# Odległe zwierciadło, czyli rozlicznymi plagami nękane XIV stulecie
Odległe zwierciadło, czyli rozlicznymi plagami nękane XIV stulecie (ang. A Distant Mirror: The Calamitous 14th Century) – książka Barbary Tuchman opublikowana po raz pierwszy w 1978. Opisuje kryzys późnego średniowiecza – wojnę stuletnią, wielką schizmę zachodnią, czarną śmierć. Znaczna część narracji jest skupiona wokół życia francuskiego rycerza Enguerranda VII de Coucy (1340-1397). Książka w 1980 zdobyła National Book Award w dziedzinie historii.